# Distretto di Kaifu
Il distretto di Kaifu (海部郡, Kaifu-gun?) è uno dei distretti della prefettura di Tokushima, in Giappone.
Attualmente fanno parte del distretto i comuni di Mugi, Kaiyō e Minami.
| Controllo di autorità | VIAF (EN) 254776998 · NDL (EN, JA) 00631194 |